# مانيما
مَنْيَامَة (بالسواحلية: مْكٗؤَ وَ مَنْيٖيمَ) إحدى ولايات جمهورية الكونغو الديمقراطية الستة والعشرين الحديثة،  بحيث أنها لم تقسم على بخلاف الولايات الأخرى، وعاصمتها هي كندو.
- تبلغ مساحة منيامة 132,520 كم2.
- بلغ عدد سكانها 1,908,770 نسمة عام 2005.

## نبذة

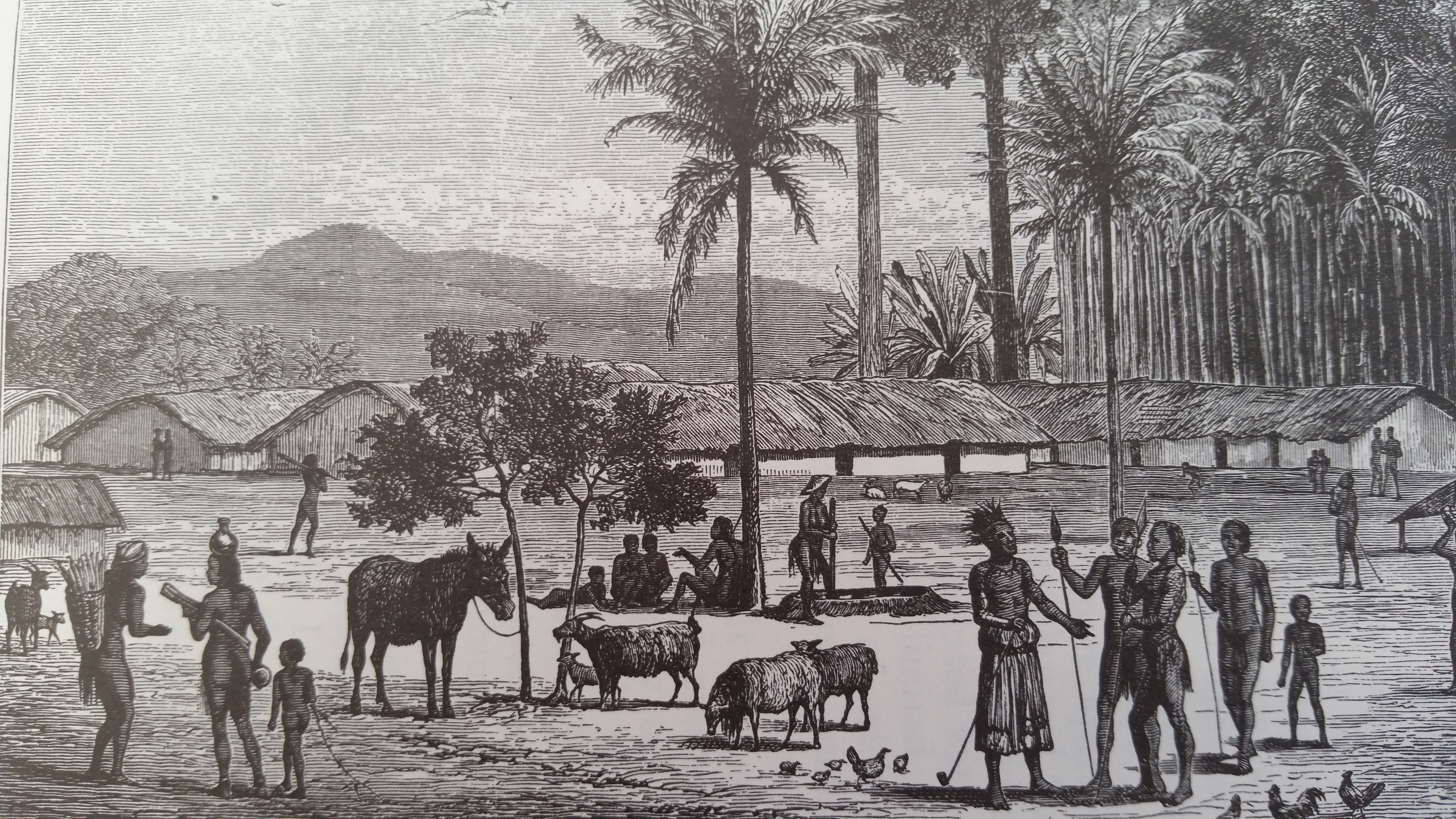
قرية منيامة في 1876

زارها هنري مورتون ستانلي، وصفا إياها بـ منيامة (هي الآن جزء من تانزانيا).:Vol.Two,96

## الاقتصاد

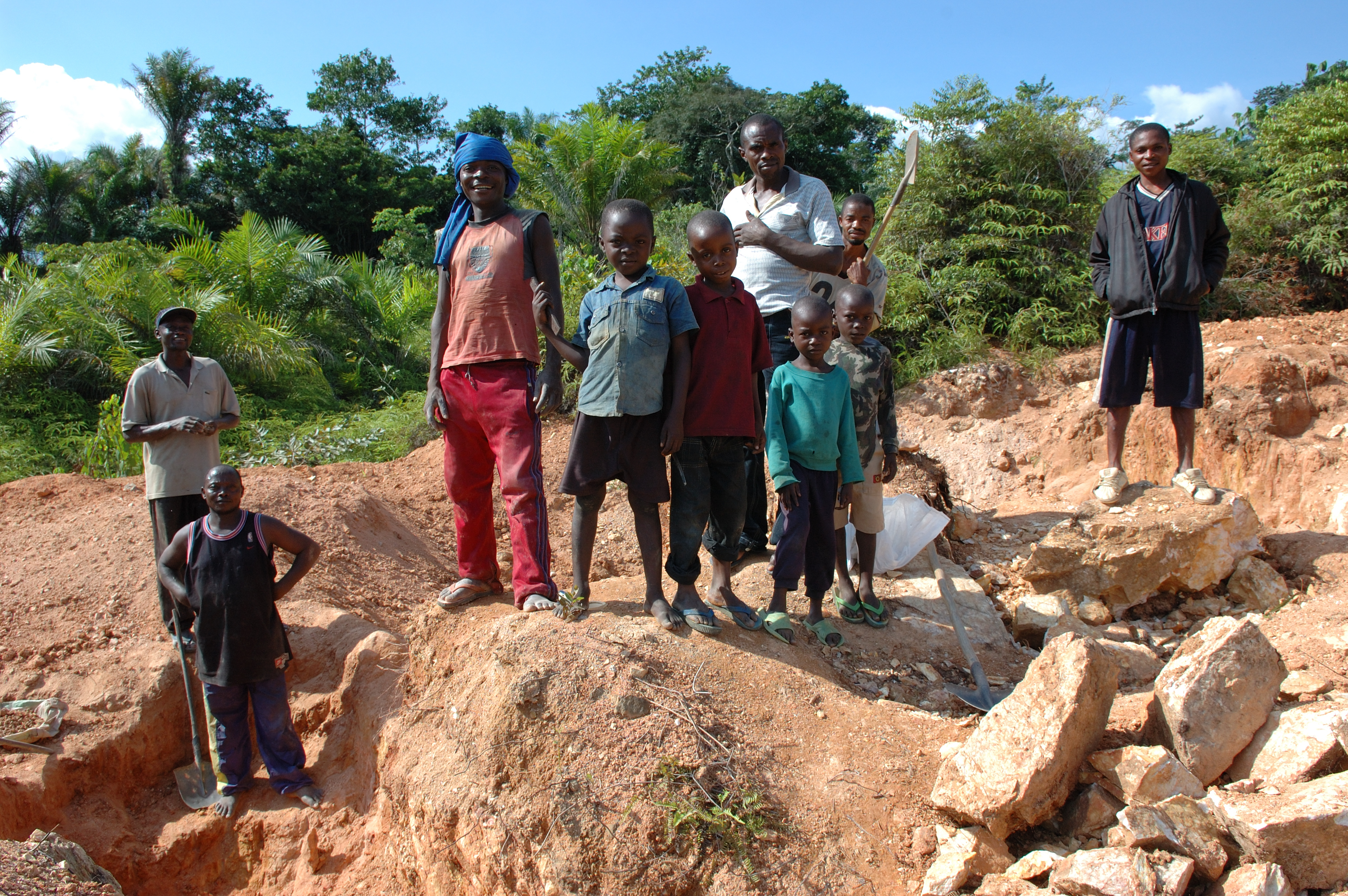
عمال المناجم وأطفالهم في إقليم كايلو, 2007

التعدين هو الصناعة الرئيسية في المقاطعة بحيث يتم استخراج ألماس، النحاس، الذهب والكوبالت خارج كيندو.
يعتبر إقليم كايلو موطناً لحفرة فولفراميت ومناجم كاسيتريت.